# Otto Schuhmann
Otto Schuhmann (* 19. Mai 1944 in Hochstadt am Main; † 15. März 2025) war ein deutscher Politiker (SPD).
Nach seinem Abitur studierte Schuhmann Betriebswirtschaftslehre in Würzburg und Nürnberg mit dem Abschluss als Diplom-Kaufmann und danach Wirtschaftspädagogik in Nürnberg mit Ergänzungsprüfung. Er war studentische Hilfskraft am Institut für Gesellschaft und Wissenschaft in Erlangen und Angestellter an der Universität Würzburg und in einem Steuerbüro. Daraufhin war er als Lehrkraft an kaufmännischen Schulen in Bamberg und Bayreuth tätig und zuletzt Studienrat an der Kaufmännischen Berufsschule Bamberg.
Schuhmann war Unterbezirksvorsitzender der Jungsozialisten im Unterbezirk Kulmbach und Kreisvorsitzender der SPD Lichtenfels sowie stellvertretender Unterbezirksvorsitzender der SPD im Unterbezirk Kulmbach. Er war zunächst Stadtrat von Burgkunstadt und danach Gemeinderat von Altenkunstadt sowie Kreisrat im Landkreis Lichtenfels. Von 1974 bis 1994 war er Mitglied des Bayerischen Landtags.
1991 wurde er mit dem Bayerischen Verdienstorden ausgezeichnet. 2009 erhielt er die „Medaille für besondere Verdienste um die kommunale Selbstverwaltung“. Er war mit der SPD-Landtagsabgeordneten Susann Biedefeld verheiratet.